# Namacalathus
Namacalathus es un género extinto de metazoos de filiación problemática que aparecen a finales del Período Ediacárico. La única especie conocida, N. hermanastes fue descrita por primera vez en el año 2000 de fósiles hallados en el Grupo Nama en el centro y el sur de Namibia. El animal es más probable que sea un cnidariano de un bilateriano esponja o primitiva.
AU-Pb en circones de las rocas fosilíferas en Namibia y Omán proporciona una edad para la zona Namacalathus en el rango de 549 a 542 Ma, que corresponde a la de Ediacara Tardío. Estos organismos y Cloudina son la evidencia más antigua conocida en el registro fósil de la aparición de la formación de calcificación del esqueleto en los metazoos, una característica importante en los animales que aparecen más adelante en el Cámbrico. Solo hay cuatro casos de Namacalathus (Namibia, Canadá, Omán, Siberia) conocidos hasta la fecha, todos los cuales se encuentran en asociación con fósiles de Cloudina.
Entre el conjunto fósil a finales del Precámbrico en el grupo de Nama, Namibia, Namacalathus supera en número a Cloudina y a otros taxones mal conservados, e icnofósiles que se encuentran en la formación. Los fósiles del Grupo Nama ocurren dentro de facies trombolítico de inmensos arrecifes estromatolíticos proterozoicos. Namacalathus vivía una existencia bentónica con su tallo unido al fondo del mar o, posiblemente, a las esteras de algas que crecen en la superficie del arrecife.